# Paul Stotz

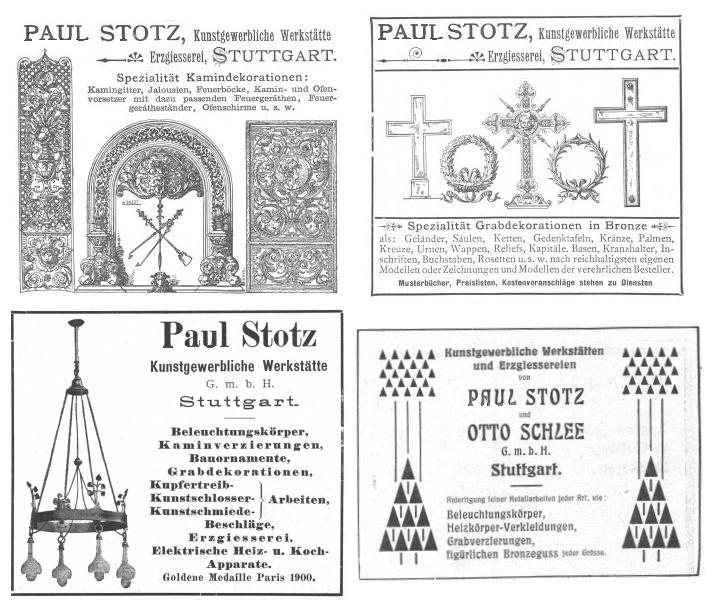
Werbeanzeigen von 1894 bis 1906

Paul Stotz (* 6. Mai 1850 in Wasseralfingen; † 3. September 1899 auf dem Veitenhof im Kaisertal bei Kufstein) war ein deutscher Kunsterzgießer in Stuttgart.

## Leben

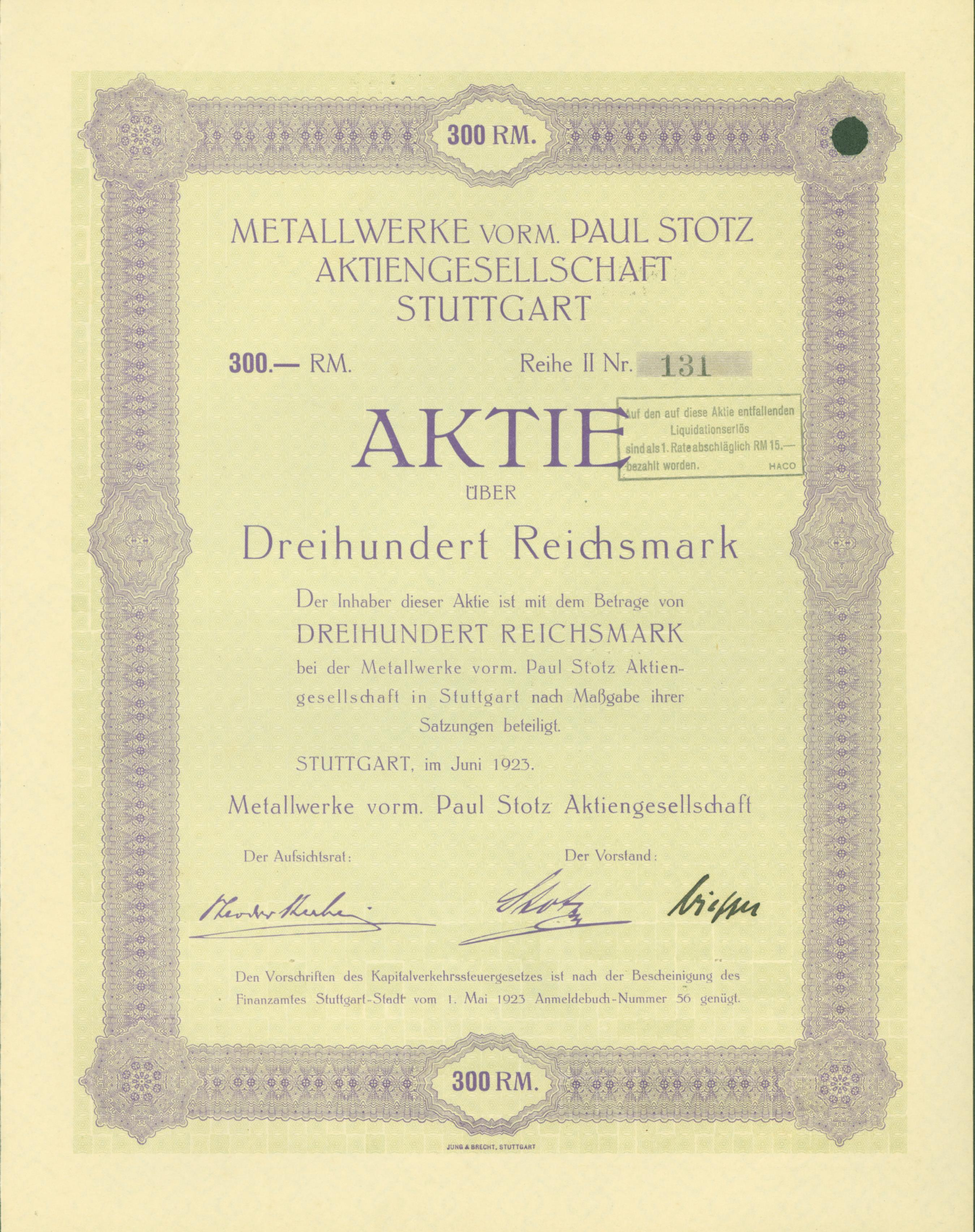
Aktie über 300 RM der Metallwerke vorm. Paul Stotz AG vom Juni 1923

Stotz besuchte 1866–67 das Polytechnikum und die Architektenfachschule und 1869 die Kunstgewerbeschule in Stuttgart bei Karl Kopp – seinem Onkel –, der als Bildhauer in Stuttgart arbeitete. Anschließend arbeitete er als Zeichner und Modelleur in der väterlichen Eisengießerei. 1873 wechselt er nach Wien, wo er als Ziseleur in der Hollenbachschen Bronzegießerei arbeitete.
Paul Stotz leitete ab 1876 die neu gegründete kunstgewerbliche Abteilung der väterlichen Eisengießerei von Albert Stotz. Die Abteilung firmierte unter dem Namen Bronce-Waaren-Fabrik A. Stotz, Stuttgart in der unteren Neckarstraße 134. Das Produktionsprogramm umfasste Einrichtungsgegenstände, Beleuchtungskörper, Büsten, Statuetten, Grab-Monumente und Beschläge. 1882 wurde die Abteilung allein auf Paul Stotz übertragen und errichtete als Paul Stotz & Co. ein neues Fabrikgebäude in der Neckarstraße 142. Er erweiterte das Produktionsprogramm erfolgreich um elektrische Beleuchtungskörper und Koch- und Heizeinrichtungen. 1891 wurde die Paul Stotz kunstgewerbliche Werkstätte GmbH gegründet. Nach dem Tod von Paul Stotz leitete der Architekt Oskar Dedreux das Geschäft, bis 1906 der Zusammenschluss mit der Firma Otto Schlee in Biberach erfolgte. 1918 fand die Umbenennung in Metallwerke vorm. Paul Stotz AG statt und 1923 in Werkhaus Neckarstraße GmbH, die bis 1932 bestand.

## Werke
- Galateabrunnen am Eugensplatz, Stuttgart (Otto Rieth, 1890)
- Türen für das Nordportal des Kölner Doms, (Friedrich Wilhelm Mengelberg, 1891–1893)[1]
- Reiterdenkmal für Kaiser Wilhelm I. auf dem Karlsplatz, Stuttgart (Wilhelm von Rümann, 1898)
- Monumental-Kandelaber für den Eingang des deutschen Pavillons zur Weltausstellung 1900 in Paris, 1901 Aufstellung am Reichstag in Berlin (August Vogel, 1899)
- Kaiser Wilhelm I.-Reiterstandbild auf dem Burgplatz in Essen (Hermann Volz, 1898)
- „Krieger- und Salmdenkmal“ in Philippsburg (Christian Elsässer, 1899)[2]
- Kaiser-Wilhelm-I.-Denkmal, Gussenstadt (Hermann Volz, 1899)
- Denkmal für Johann Georg Fischer, Stuttgart (Emil Kiemlen, 1900)
- Standbilder der württembergischen Könige Wilhelm II. und Karl für die König-Karls-Brücke, Cannstatt (Emil Kiemlen, 1906)
- Grabmal Joseph Victor von Scheffel in Karlsruhe
- Innenausstattungen für Schloss Sigmaringen
- Innenausstattungen für die Schlösser in Bukarest und Sinaia
- Innenausstattungen für die Kaiser-Wilhelm-Gedächtniskirche in Berlin

## Galerie

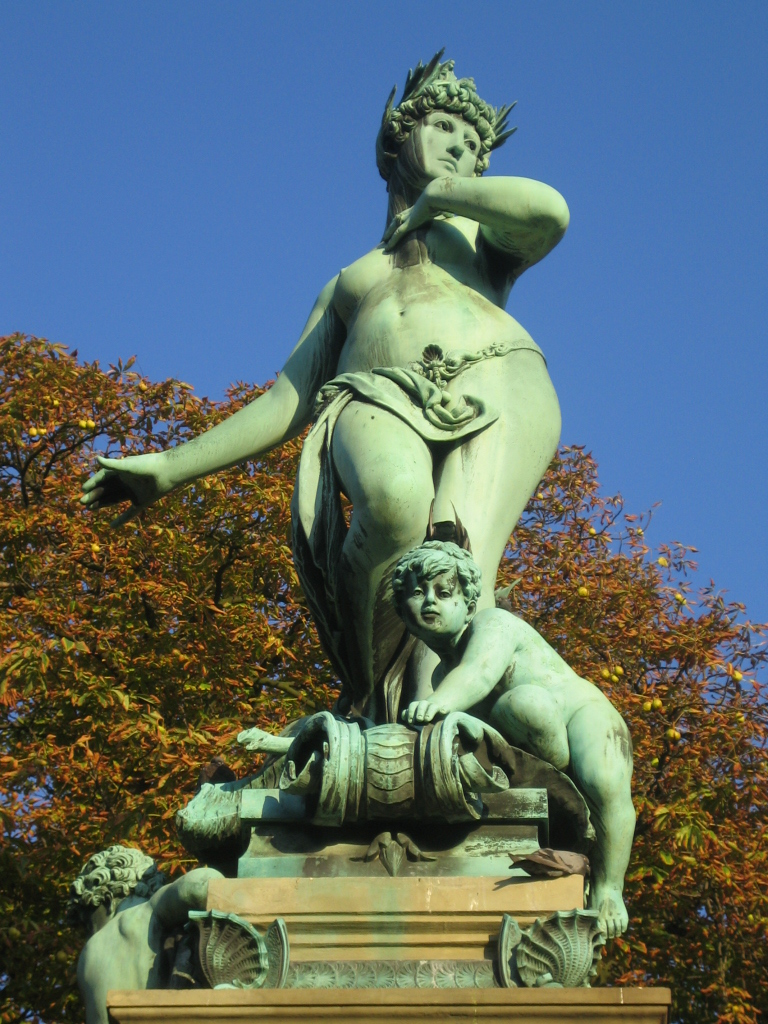
Detail Galatea
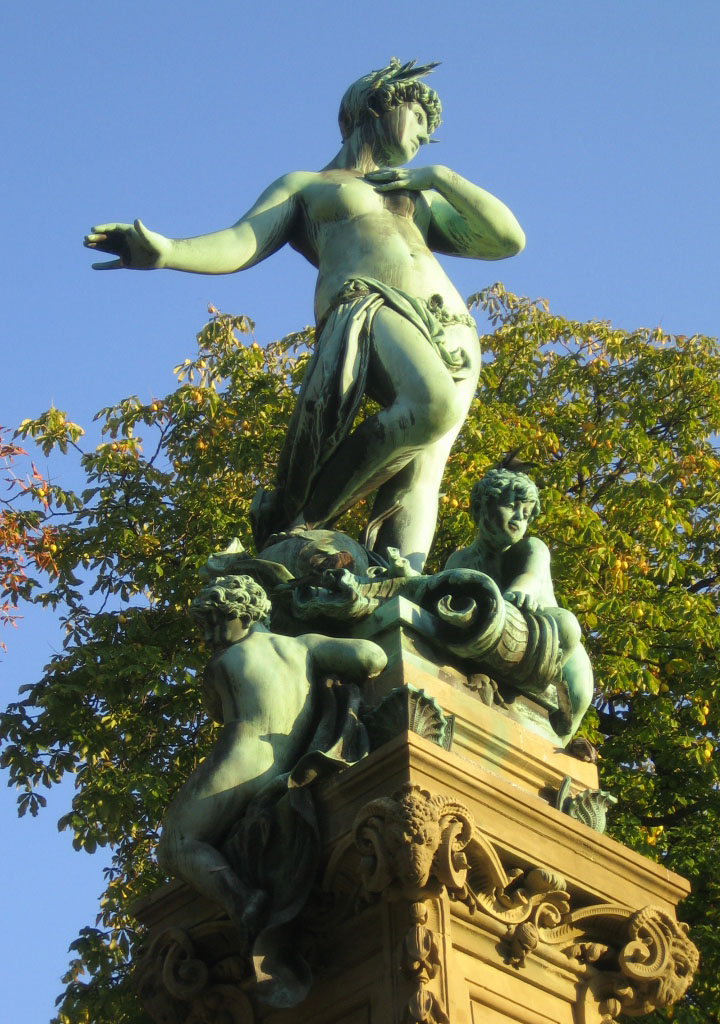
Detail Galatea
Detail Kandelaber
Frauenbildnis „Finsternis“

## Quelle
- Staatsarchiv Ludwigsburg – Ministerialabteilung für den Straßen- und Wasserbau; Archivalieneinheit E 166